# Reichsbahnbrücke Leuna
Die Reichsbahnbrücke Leuna ist eine unter Denkmalschutz stehende Eisenbahnbrücke in der Stadt Leuna in Sachsen-Anhalt. In der Liste der Kulturdenkmale in Leuna ist sie unter der Erfassungsnummer 094 20935 als Baudenkmal verzeichnet.
Die Reichsbahnbrücke liegt nördlich des Plastik-Parks Leuna. Über die Brücke verläuft die Bahnstrecke Merseburg–Leipzig-Leutzsch. Die Brücke wurde 1928 errichtet und besteht aus drei Jochen, die beiden äußeren überspannen die Uferbereiche und das mittlere die Saale. Die Fachwerkträger werden von Betonpfeilern gestützt. Während des Zweiten Weltkriegs wurde die Brücke beschädigt und nach dem Krieg instand gesetzt.